# Miseria bella
Miseria bella è una farsa in un atto scritta da Peppino De Filippo nel 1931.

## Trama
Vittorio e il fratello più giovane Eduardo, entrambi artisti, vivono da un mese in una casetta in affitto, senza però pagarlo, al settimo piano di un palazzo in condizioni di estrema povertà: condividono lo stesso letto, non hanno riscaldamenti, hanno le infiltrazioni dal tetto e non mangiano poiché non hanno soldi.
L'estrema debolezza a causa dell'inedia fa sì che i due non si reggano neanche in piedi dalla fame, tanto da far pensare a Vittorio di andare a chiedere l'elemosina agli angoli delle strade.
Sofferenti per i discorsi del portiere sul pranzo che lo aspetta e gravati dalla richiesta da parte del padrone di casa di pagare l'affitto, ricevono la visita di Nicola Melasecca, che desidera commissionare una scultura a Eduardo in memoria della defunta moglie Beatrice. I due chiedono immediatamente un anticipo con la scusa di dover acquistare del materiale, ma il Melasecca sembra aver dimenticato il portafogli a casa: inutili le richieste dell'uomo di posticipare il pagamento del lavoro, perché i due artisti sembrano interessati solo ai soldi. Tra gag e battute dei due che si fingono grandi artisti per non perdere il lavoro, si congedano da Melasecca e ricevono la visita della bella Giulia, una ragazza figlia di un barone alla quale i due hanno millantato chissà quali prodezze biografiche e artistiche pur di far bella figura.
Eduardo si finge francese, mentre Vittorio finge di essere una celebrità. I due incalzano una figuraccia dietro l'altra, riuscendo con difficoltà a reggersi in piedi per i morsi della fame. Giulia, alla quale è stato promesso un bozzetto, richiede ai due di adoperarsi: Eduardo e Vittorio, senza materiali, dicono una bugia dietro l'altra per evitare di farla rimanere male ma la ragazza scopre la verità sulla loro povertà e va via dalla casa. Nel lasciarla, le cade un pacco di cioccolatini: i due vi si gettano avidamente mangiandone a piene mani, per poi scoprire a loro spese che si tratta di cioccolatini lassativi.

## Trasposizioni
L'opera venne trasposta nella versione teleteatrale Miseria bella nel 1963 per la regia di Peppino De Filippo e comprendeva nel cast, oltre che lo stesso Peppino, anche Luigi De Filippo, Pietro Carloni (marito di Titina De Filippo), Pino Ferrara e Daniela Calvino.